# Michaela Pachtová
Michaela Pachtová ist eine tschechische Fußballschiedsrichterin.
Pachtová leitet Spiele in der höchsten Liga im tschechischen Frauenfußball, der I. liga žen.
Seit 2023 steht sie auf der Liste der FIFA-Schiedsrichter und leitet internationale Fußballpartien. Sie gehört zur Gruppe der UEFA-First-Category-Schiedsrichterinnen.
Bei der U-17-Europameisterschaft 2024 in Schweden pfiff Pachtová zwei Gruppenspiele sowie das Finale zwischen England und Spanien (0:4).
Zudem leitet sie Spiele in der Women’s Nations League sowie Qualifikations- und Freundschaftsspiele.